# Cantonul Port-Louis
Cantonul Port-Louis este un canton din arondismentul Lorient, departamentul Morbihan, regiunea Bretania, Franța.

## Comune
- Gâvres
- Kervignac
- Locmiquélic
- Merlevenez
- Nostang
- Plouhinec
- Port-Louis (reședință)
- Riantec
- Sainte-Hélène